# Kleinmehring
Kleinmehring ist ein Ortsteil der Gemeinde Großmehring im Landkreis Eichstätt im Regierungsbezirk Oberbayern des Freistaates Bayern. 

## Lage
Das Kirchdorf Kleinmehring liegt östlich von Ingolstadt direkt an der Donau und ist mit dem nordöstlich gelegenen Großmehring zusammengewachsen.

## Ortsnamendeutung
„Mehring“, in alten Urkunden fast ausschließlich ohne „h“ geschrieben (Meringen, Mering, Möringen, Möring), ist als Ansiedlung eines Merio oder Maro zu deuten. Im 13. und noch im 17. Jahrhundert hieß Kleinmehring „Zaglham/Zaglheim“. Diese Bezeichnung bedeutet „Heim am Zagel“, wobei „Zagel“ eine aus Franken herrührende mundartliche Bezeichnung für Wipfel- bzw. Fallholz ist. In einem bei Hepberg liegenden Waldstück, das „Zagel“ genannt wird, entspringt ein schließlich durch Kleinmehring der Donau zufließender Bach.

## Geschichte
Wichtigste Grundherrschaft des mittelalterlichen Fischer- und Bauerndorfes war das Benediktinerinnenkloster Neuburg an der Donau und das Kloster St. Klara am Anger in München. Später gingen die Besitzungen der Benediktinerinnen an die Jesuiten über. Am Ende des Alten Reiches bestand das Kirchdorf aus 43 Anwesen sowie die Eisenmühle des Freiherrn von Fasold, die (heute nicht mehr vorhandene) Fludermühle, die dem Katharinenspital Regensburg gehörte, das dem Rentamt Vohburg an der Donau gehörende, ebenfalls abgegangene „Gänsberger Gütl“ (die 1365 erstmals erwähnte Wasserburg Gensberg, ein Lehen der Neuburger Benediktinerinnen, ist seit dem 16. Jahrhundert Ruine), die heute verschwundene Heißmühle und die Knopfmühle, die beide dem Jesuitenkolleg Neuburg an der Donau gehörten, die der Hofmark Münchsmünster zinsenden Schauermühle, die der Maltheserkommende Oberhaunstadt gehörende, heute nicht mehr existierende Wallerschweige und die freieigene Wassermühle.
Nach der Säkularisation gehörte Kleinmehring dem Steuerdistrikt Großmehring an. Mit dem bayrischen Gemeinde-Edikt von 1818 wurde dieser Steuerdistrikt zur selbständigen Gemeinde im Ingolstadt erhoben. Aus diesem ging 1862 das Bezirksamt Ingolstadt hervor, das 1939 in Landkreis Ingolstadt umbenannt wurde. Im Zuge der Gebietsreform in Bayern von 1972 wurde der Landkreis Ingolstadt aufgelöst, und die Gemeinde Großmehring mit Kleinmehring und den Mühlen kam in den erweiterten Landkreis Eichstätt. 
1838 hatte der Ort 197 Einwohner und 39 Häuser. 1861 zählte man in Kleinmehring ohne die Mühlen 295 Einwohner, 136 Gebäude und die Ortskirche. 1983 bestand Kleinmehring aus elf landwirtschaftlichen Voll- und vier Nebenerwerbsbetrieben. 1919 bis 1922 wurde zur Donau hin ein Hochwasserdamm errichtet. 1955 bis 1960 fand die Flurbereinigung statt, und 1965 wurde der Ort kanalisiert.

## Filialkirche St. Michael
Die Katholiken Kleinmehrings gehören kirchlich zur Pfarrei Großmehring im Bistum Regensburg. Von der um 1200 errichteten, dem Erzengel Michael geweihten romanischen Kirche, die auf einer kleinen Anhöhe an der heutigen Nibelungenstraße steht, hat sich nur wenig Ursprüngliches erhalten (zwei Giebelfußsteine, Kämpfer am Chorbogen und am zugemauerten Südportal). Die Chorturmkirche hat eine Flachdecke und ein Steildach. 1674 erfolgte der Wiederaufbau des eingefallenen Kirchturms, und 1761/62 wurde über den quadratischen Unterbau des Turmes ein Oktogon mit Haube und Laterne gesetzt. Der Chor mit seinem Kreuzrippengewölbe ist barockisiert. Der viersäulige Hochaltar mit seitlichen Durchgängen entstand 1735, die Seitenaltäre und die Kanzel kamen 1723 in die Kirche. Eine Holzfigur eines männlichen Heiligen (Nikolaus oder Stephan) ist um 1500 entstanden.

## Vereine
- Schützengesellschaft Adlerhorst Kleinmehring e.V., gegründet 1954.